# Paralabrax
Paralabrax là một chi cá thuộc họ Serranidae. Chúng thường được gọi tiếng Anh rock basses.. Chín loài trong chi này có nguồn gốc từ môi trường sống rạn đá ở phía đông Thái Bình Dương và phía tây Đại Tây Dương, nơi chúng thường là loài săn mồi thống trị trong hệ sinh thái. Họ cũng quan trọng về mặt thương mại trong nghề cá địa phương.

### Sinh học
Giống như nhiều loài cá trong họ Serranidae, một số loài Paralabrax là loài lưỡng tính, đặc biệt là lưỡng tính lồi, là con cái khi còn nhỏ và cuối cùng biến thành con đực. Những người khác là gonochores, với các cá thể là đực hoặc cái và không bao giờ thay đổi giới tính. Gonochores trong chi này được cho là "tuyến sinh dục thứ cấp", loài có tổ tiên là lưỡng tính và mất khả năng thay đổi giới tính. Một ngoại lệ là tiếng bass cát bị chặn (P. nebulifer), một loài gonochore đã giữ được khả năng này. Ngoài ra, cá vược cát đốm (P.maculatofasciatus) có vẻ linh hoạt, với một số quần thể được tạo thành từ các tuyến sinh dục và một số được tạo thành từ các cá thể lưỡng tính.
Các loài Paralabrax thường sinh sản vào đầu mùa hè, ấu trùng của chúng tham gia vào sinh vật phù du khi nước ấm nhất.

### Tầm quan trong kinh tế
Một số loài có tầm quan trọng kinh tế như cá thực phẩm. Cá vược cát đốm (P. maculatofasciatus) được thu hoạch trong ngành đánh bắt cá thương mại và được đánh bắt để sinh sống.
Một số trong những loài cá này cũng là sản phẩm đánh bắt phổ biến trong câu cá giải trí. Bass tảo bẹ (P. clathratus) và bass cát bị cấm (P. nebulifer) được tìm kiếm ở vùng biển dọc bờ biển Nam California và bắc Baja California, nơi cả hai đều nằm trong ba loài hàng đầu trong các tour du lịch thể thao thương mại.

### Hệ thống
Chi này là một nhánh cơ bản trong Serraninae, phân họ cơ bản trong họ Serranidae. Về mặt lịch sử tiến hóa của nó, những loài cá này có những đặc điểm có mặt trong các thành viên được biết đến sớm nhất trong gia đình. Một phân tích phát sinh gen cho thấy rằng cá chẽm Graery threadfin (Cratinus agassizii) là đơn vị phân loại chị em với chi Paralabrax.
Các loài bao gồm::
- Paralabrax albomaculatus
- Paralabrax auroguttatus
- Paralabrax callaensis
- Paralabrax clathratus
- Paralabrax dewegeri
- Paralabrax humeralis
- Paralabrax loro
- Paralabrax maculatofasciatus
- Paralabrax nebulifer
- Paralabrax semifasciatus